# Mlýnecký potok (přítok Blšanky)
Mlýnecký potok je vodní tok v okresech Karlovy Vary a Louny. Je dlouhý 18,1 km. Plocha jeho povodí měří 44 km² a průměrný průtok v ústí je 0,18 m³/s. Potok spravuje státní podnik Povodí Ohře.
Potok pramení v Doupovských horách ve Vojenském újezdu Hradiště v Karlovarském kraji na západním svahu vrchu Číhaná v nadmořské výšce 740 metrů. Na území vojenského prostoru protéká přírodní památkou Valeč směrem k jihovýchodu. Po 3,5 km opouští vojenský újezd a protéká okrajem Valče, kde se stáčí směrem na východ. Před Skytaly překračuje hranici Doupovský hor a Rakovnické pahorkatiny. Dále protéká nebo míjí drobné vesnice Mlýnce, Vesce a Vidhostice, za kterými se otáčí k severu, zleva obtéká Červený vrch (356 metrů) a vtéká do Vidhostické nádrže. Nádrž opouští směrem na východ a přibližně po jednom kilometru se jižně od Kryr v nadmořské výšce 307 metrů vlévá zleva do Blšanky.
Kromě drobných nepojmenovanných přítoků se do Mlýneckého potoka mezi Mlýnci a Vesci vlévá zleva Vrbičský potok a jižně od Lužce zprava Drahonický potok.

## Vodní nádrž Vidhostice
Přehradní hráz vodní nádrže se nachází v katastrálním území Vroutek na Mlýneckém potoce na říčním kilometru 1,1. Zatopená plocha nádrže činí 24,25 ha a zásobní objem 1 060 250 m³.